# Xã Franklin, Quận Jerauld, South Dakota
Xã Franklin (tiếng Anh: Franklin Township) là một xã thuộc quận Jerauld, tiểu bang Nam Dakota, Hoa Kỳ. Năm 2010, dân số của xã này là 52 người.